# Timothy Hutton
Timothy T. Hutton (Malibú, 16 d'agost del 1960) és un actor i director de cinema estatunidenc. És l'actor més jove que ha guanyat un Oscar al millor actor secundari, que el va guanyar als 20 anys pel seu treball a Gent corrent (Ordinary People, 1980) on feia el paper del jove Conrad Jarrett que rep tractament psiquiàtric després de la mort del seu germà i el tracte fred de la seva mare.

## Filmografia

### Com a actor
| Any       | Títol                                         | Paper                                           | Notes |
| --------- | --------------------------------------------- | ----------------------------------------------- | --- |
| 1965      | Never Too Late                                | Noi corrent                                     | no surt als crèdits                                                                                           |
| 1972      | The Wonderful World of Disney                 |                                                 | "Dad, Can I Borrow the Car"                                                                                   |
| 1978      | Zuma Beach                                    | Art                                             | (TV) |
| 1979      | Friendly Fire                                 | John Mullen                                     | (TV) |
| 1979      | The Best Place to Be                          | Tommy Callahan                                  | (TV) |
| 1979      | And Baby Makes Six                            | Jason Cramer                                    | (TV) |
| 1979      | Young Love, First Love                        | Derek Clayton                                   | (TV) |
| 1980      | The Oldest Living Graduate                    | Cadet                                           | (TV) |
| 1980      | Disney's Wonderful World                      | Paul Winters                                    | "The Sultan and the Rock Star"                                                                                |
| 1980      | Ordinary People                               | Conrad Jarrett                                  | Globus d'Or a la nova estrella de l'any Oscar al millor actor secundari Globus d'Or al millor actor secundari |
| 1980      | Father Figure                                 | Jim                                             | (TV) |
| 1981      | Teenage Suicide: Don't Try It!                |                                                 | narrador |
| 1981      | A Long Way Home                               | Donald Branch                                   | (TV) |
| 1981      | Més enllà de l'honor (Taps)                   | Cadet Major Brian Moreland                      | |
| 1983      | Daniel                                        | Daniel Isaacson                                 | |
| 1984      | Iceman                                        | Dr. Stanley Shephard                            | |
| 1985      | El joc del falcó (The Falcon and the Snowman) | Christopher John Boyce                          | |
| 1985      | Turk 182                                      | Jimmy Lynch                                     | |
| 1987      | Made in Heaven                                | Mike Shea/Elmo Barnett                          | |
| 1988      | A Time of Destiny                             | Jack                                            | |
| 1988      | Betrayed                                      | Malabarista a la fira                           | no surt als crèdits                                                                                           |
| 1988      | Everybody's All-American                      | Donnie "Cake"                                   | |
| 1989      | Torrents of Spring                            | Dimitri Sanin                                   | |
| 1990      | Q&A                                           | Asst. District Attorney Aloysius Francis Reilly | |
| 1991      | Strangers                                     | Tom                                             | |
| 1993      | The Temp                                      | Peter Derns                                     | |
| 1993      | La meitat fosca (The Dark Half)               | Thad Beaumont/George Stark                      | |
| 1993      | Zelda                                         | F. Scott Fitzgerald                             | (TV) |
| 1995      | French Kiss                                   | Charlie                                         | |
| 1995      | The Last Word                                 | Martin Ryan                                     | |
| 1996      | Beautiful Girls                               | Willie Conway                                   | |
| 1996      | Mr. and Mrs. Loving                           | Richard Loving                                  | (TV) |
| 1996      | The Substance of Fire                         | Martin Geldhart                                 | |
| 1997      | Comptes pendents (City of Industry)           | Lee Egan                                        | |
| 1997      | Playing God                                   | Raymond Blossom                                 | |
| 1997      | Dead by Midnight                              | John Larkin/Sam Ellis                           | (TV) |
| 1997      | Aldrich Ames: The Traitor Within              | Aldrich Ames                                    | (TV) |
| 1998      | Vig                                           | Frankie                                         | |
| 1999      | The General's Daughter                        | Coronel William Kent                            | |
| 1999      | Deterrence                                    | Marshall Thompson                               | |
| 2000      | The Golden Spiders: A Nero Wolfe Mystery      | Archie Goodwin                                  | (TV) |
| 2000      | Deliberate Intent                             | Rod Smolla                                      | (TV) |
| 2000      | Just One Night                                | Isaac Alder                                     | |
| 2001      | WW3                                           | Larry                                           | (TV) |
| 2001–2002 | A Nero Wolfe Mystery                          | Archie Goodwin                                  | (TV series)                                                                                                   |
| 2002      | Sunshine State                                | Jack Meadows                                    | |
| 2004      | Secret Window                                 | Ted Milner                                      | |
| 2004      | 5ive Days to Midnight                         | J.T. Neumeyer                                   | (minisèries TV)                                                                                               |
| 2004      | Kinsey                                        | Paul Gebhard                                    | |
| 2005      | Turning Green                                 | Bill the Breaker                                | |
| 2006      | Last Holiday                                  | Matthew Kragen                                  | |
| 2006      | Stephanie Daley                               | Paul                                            | |
| 2006      | Avenger                                       | Frank McBride                                   | (TV) |
| 2006      | La caixa Kovak (The Kovak Box)                | David Norton                                    | |
| 2006      | Heavens Fall                                  | Samuel Liebowitz                                | |
| 2006      | Falling Objects                               | Oscar Peters                                    | |
| 2006      | Off the Black                                 | Mr. Tibbel                                      | |
| 2006      | The Good Shepherd                             | Thomas Wilson                                   | |
| 2006–2007 | Kidnapped                                     | Conrad Cain                                     | (sèrie TV) |
| 2007      | The Last Mimzy                                | David Wilder                                    | |
| 2007      | When a Man Falls in the Forest                | Gary                                            | |
| 2008      | The Alphabet Killer                           | Richard Ledge                                   | |
| 2008      | Reflections                                   | Tom                                             | |
| 2008      | Lymelife                                      | Charlie Bragg                                   | |
| 2008–2012 | Leverage                                      | Nathan Ford                                     | (sèrie TV) |
| 2009      | Broken Hill                                   | George McAlpine                                 | |
| 2009      | The Killing Room                              | Crawford Haines                                 | |
| 2009      | Brief Interviews with Hideous Men             | Personatge 30                                   | |
| 2009      | Multiple Sarcasms                             | Gabriel                                         | |
| 2009      | Serious Moonlight                             | Ian                                             | |
| 2010      | The Ghost screener                            | Sidney Kroll                                    | |
| 2018      | Beautiful Boy                                 | Dr. Brown                                       | |
| 2018      | The Glorias                                   | Leo Steinem                                     | |

### Director
| Any       | Títol                                | Notes               |
| --------- | ------------------------------------ | ------------------- |
| 1986      | Amazing Stories (sèrie TV)           | "Fantasma de l'avi" |
| 1998      | El meu amic Ricky (Digging to China) |                     |
| 2001–2002 | A Nero Wolfe Mystery (sèrie TV)      |                     |